# Математичний аналіз простими словами

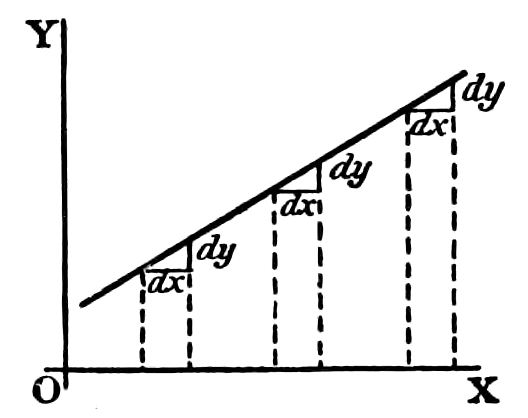
Якщо «крива» виявилася прямою лінією, значення буде однаковим в усіх її точках. Іншими словами, її «нахил» є постійним.

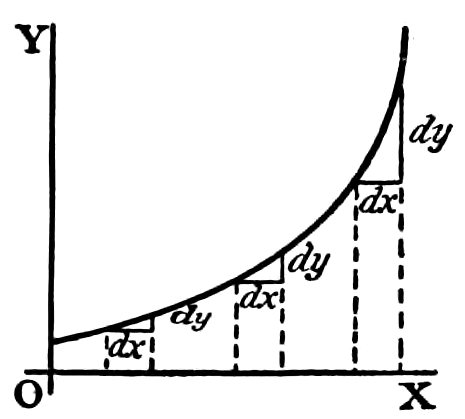
Якщо крива повертається більше вгору, коли йде вправо, значення буде ставати все більшим із збільшенням крутизни.

Математичний аналіз простими словами — це книга про диференціальне та інтегральне числення, спочатку опублікована в 1910 році Сільванусом П. Томпсоном. Оригінальний текст продовжує бути доступним з 2008 року від Macmillan and Co., але оновлення 1998 року від Мартіна Гарднера доступне у St. Martin's Press, де є вступ, три попередні глави, що пояснюють функції, границі та похідні; додаток задач розважальний математичний аналіз; та примітки для сучасного читача. Ґарднер замінює слово «хлопці п'ятого класу» на більш американське (і гендерно нейтральне) слово «учні середньої школи», оновлює багато вже застарілих математичних позначень або термінів і використовує американські десяткові долари та центи у прикладах валют.
«Calculus Made Easy» ігнорує використання границь з їхніми визначеннями епсілон-дельта, замінюючи його на метод наближення (з довільною точністю) безпосередньо до правильної відповіді в дусі Лейбніца, тепер формально обґрунтований у сучасному нестандартному аналізі.
Оригінальний текст зараз знаходиться у суспільному надбанні відповідно до закону про авторське право США (хоча авторське право Макміллана згідно із законодавством Великобританії відтворено у виданні 2008 року від St. Martin's Press). Доступ до нього можна вільно отримати на Project Gutenberg.